# Sosnovka (město)
Sosnovka (rusky Сосновка) je město v Kirovské oblasti v Ruské federaci. Při sčítání lidu v roce 2010 mělo bezmála dvanáct tisíc obyvatel.

## Poloha a doprava
Sosnovka leží na severním, levém břehu Vjatky, pravého přítoku Kamy v povodí Volhy. Od Kirova, správního střediska oblasti, je vzdálena přibližně 360 kilometrů jihovýchodně. Vjatskije Poljany, správní středisko Vjatskopoljanského rajónu, do kterého Sosnovka patří, jsou vzdáleny přibližně třináct kilometrů po silnici na západ. Směrem na východ silnice pokračuje směrem na Možgu.

## Dějiny
První zmínka o Sosnovce je z roku 1699. V roce 1938 získala status sídla městského typu a od roku 1962 je městem.